# Monclar (Lot y Garona)
 Monclar  es una población y comuna francesa, en la región de Aquitania, departamento de Lot y Garona, en el distrito de Villeneuve-sur-Lot y cantón de Monclar.

## Demografía
| 1080 | 1081 | 970 | 977 | 979 | 862 |
| Para los censos de 1962 a 1999 la población legal corresponde a la población sin duplicidades (Fuente: INSEE [Consultar]) |      |     |     |     |     |